# Protosiris caligneus
Protosiris caligneus är en biart som först beskrevs av Shanks 1986.  Protosiris caligneus ingår i släktet Protosiris och familjen långtungebin. Inga underarter finns listade i Catalogue of Life.